# Stefan Modzelewski
Stefan Modzelewski ps. Robak (ur. 21 lipca 1889 w Warszawie, zm. 8 listopada 1947 w Krakowie) – polski artysta malarz.

## Życiorys
Uczył się w warszawskiej Szkole Sztuk Pięknych, w tym czasie zaangażował się w środowisko związane z Polską Partią Socjalistyczną. Od 1904 należał do organizacji „Spójnia”. Walczył w rewolucji w 1905, za co władze carskie zesłały go do Archangielska skąd uciekł i powrócił do Galicji. Od 1910 roku studiował na krakowskiej Akademii Sztuk Pięknych w pracowni Teodora Axentowicza i Jacka Malczewskiego, był członkiem Związku Strzeleckiego. Wstąpił do Związku Walki Czynnej i odbył tam niższy kurs oficerski. 8 sierpnia 1914 razem ze strzelcami 9 kompanii kadrowej Alojzego Wira-Konasa wyruszył z Królestwa Polskiego, następnie walczył w 3 kompanii V baonie strzeleckim. W 1915 został skierowany do Krakowa do prac organizacyjnych przy tworzeniu Polskiej Organizacji Wojskowej w Krakowie, równocześnie powrócił na studia, gdzie uczył się u Wojciecha Weissa i Józefa Mehoffera. Działał w POW, ale po kryzysie przysięgowym udało mu się przejść do pracy cywilnej. W 1920 walczył w wojnie polsko-bolszewickiej. Powrócił do Krakowa, należał do tamtejszego Związku Artystów Plastyków. W 1927 przeprowadził się do Warszawy. W 1934 został prezesem Koła Plastyków Legionowych, od 1938 należał do Towarzystwa Zachęty Sztuk Pięknych. Przewodniczący Komisji Rewizyjnej Okręgu Stołecznego Związku Legionistów Polskich od 1937 roku.
Po wybuchu II wojny światowej walczył w kampanii wrześniowej, w 1942 aresztowany przez Gestapo był więziony na Pawiaku. Podczas powstania warszawskiego spłonęło jego mieszkanie ze znaczną częścią znajdującego się tam dorobku. W 1945 powrócił do Krakowa, gdzie zmarł dwa lata później.
Tworzył pejzaże, obrazy wnętrz, rzadziej portrety. W okresie dwudziestolecia międzywojennego podróżował po Europie, odwiedził m.in. Szwajcarię, Włochy, Hiszpanię i Portugalię.
Był mężem Ludmiły Krobickiej-Modzelewskiej z Pechników (1879–1968).

## Ordery i odznaczenia
- Krzyż Niepodległości (24 października 1931)[3]
- Złoty Krzyż Zasługi (dwukrotnie: 11 listopada 1934[4], 28 listopada 1939[5])